# 奥梅克斯
奥梅克斯（法語：Omex，法語發音：[ɔmɛks]）是法国上比利牛斯省的一个市镇，属于阿热莱斯加佐斯特区。

## 地理
奥梅克斯（43°4'32"N, 0°4'49"W）面积5.53 平方千米，位于法国奧克西塔尼大區上比利牛斯省，该省份为法国西南部内陆省份，北至热尔省，西接大西洋比利牛斯省，南与西班牙接壤，东临上加龙省。
与奥梅克斯接壤的市镇（或旧市镇、城区）包括：盧爾德、圣佩德比戈尔、塞居斯。
奥梅克斯的时区为UTC+01:00、UTC+02:00（夏令时）。

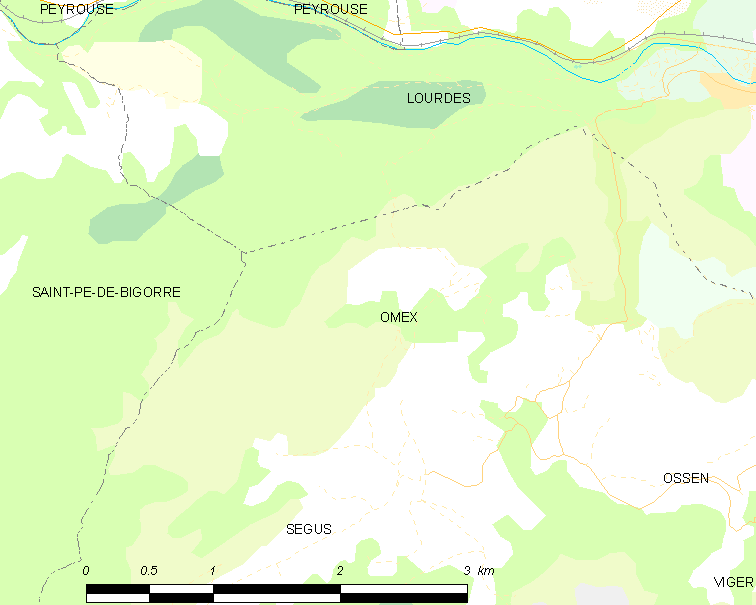
奥梅克斯的OSM定位图

## 行政
奥梅克斯的邮政编码为65100，INSEE市镇编码为65334。

## 政治
奥梅克斯所属的省级选区为卢尔德第一县。

## 人口

1962-2008年间奥梅克斯人口变化图示

奥梅克斯于2022年1月1日时的人口数量为222人。